# Czuwak
Czuwak (w USA: ang. Deadman control) – w transporcie szynowym jeden z elementów automatyki bezpieczeństwa pociągu, którego celem jest minimalizowanie zagrożeń wynikających z kierowania pojazdem przez człowieka. Nazwa została bezpośrednio zaczerpnięta od czasownika czuwać, ponieważ jego podstawowym zadaniem jest sprawdzenie przytomności prowadzącego pojazd. 
W zależności od pojazdu i zamontowanego w nim systemu czujności, przycisk lub pedał musi być stale wciśnięty w trakcie jazdy (tzw. czuwak bierny lub pasywny) lub uruchamiany w określony sposób (czuwak aktywny, Sifa, SHP). Niespełnienie tych wymogów automatycznie powoduje wdrożenie hamulca bezpieczeństwa tramwaju lub hamowania nagłego pociągu.

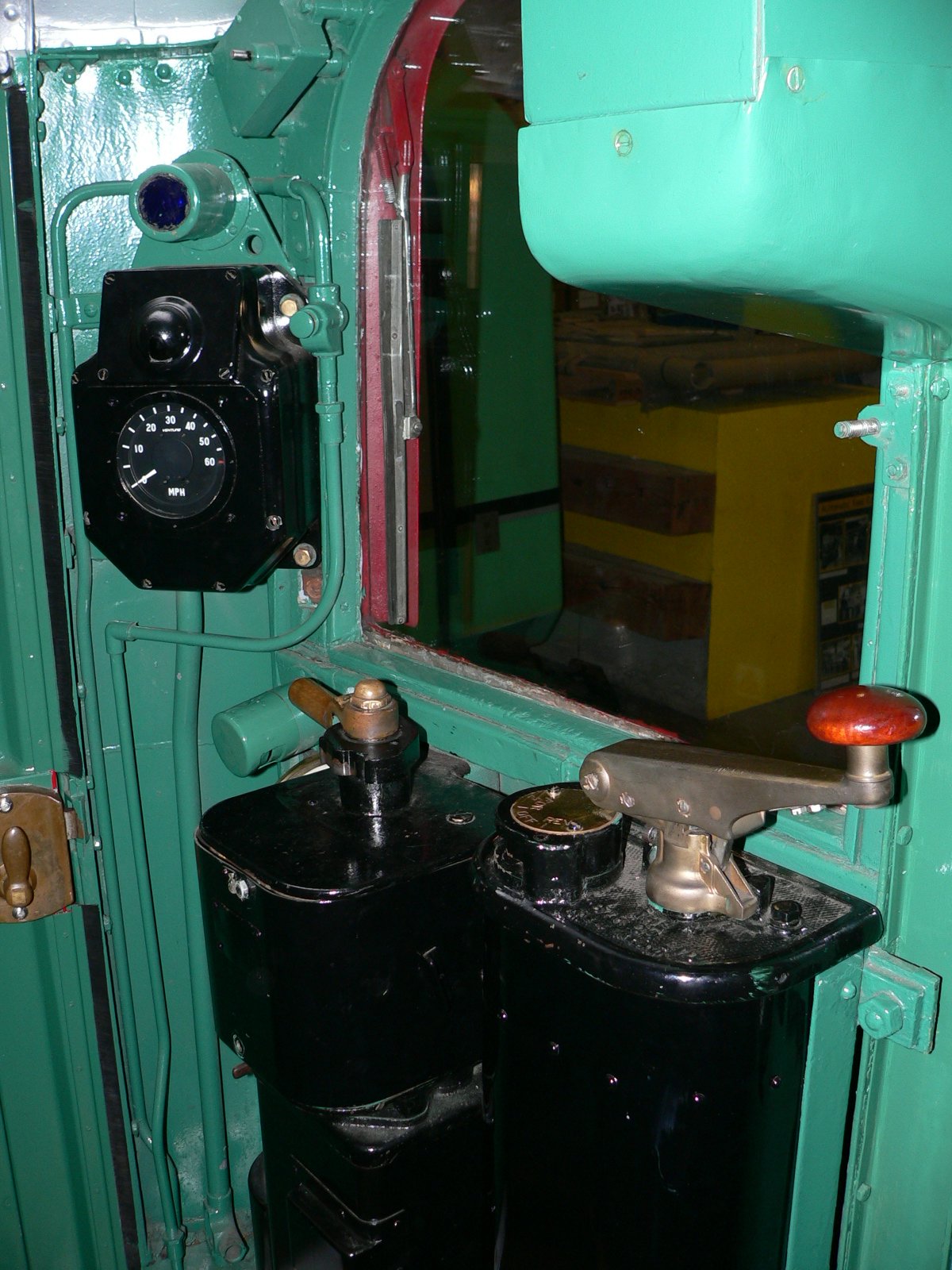
Czuwak (dźwignia po prawej stronie) w wagonie londyńskiego metra z roku 1938.
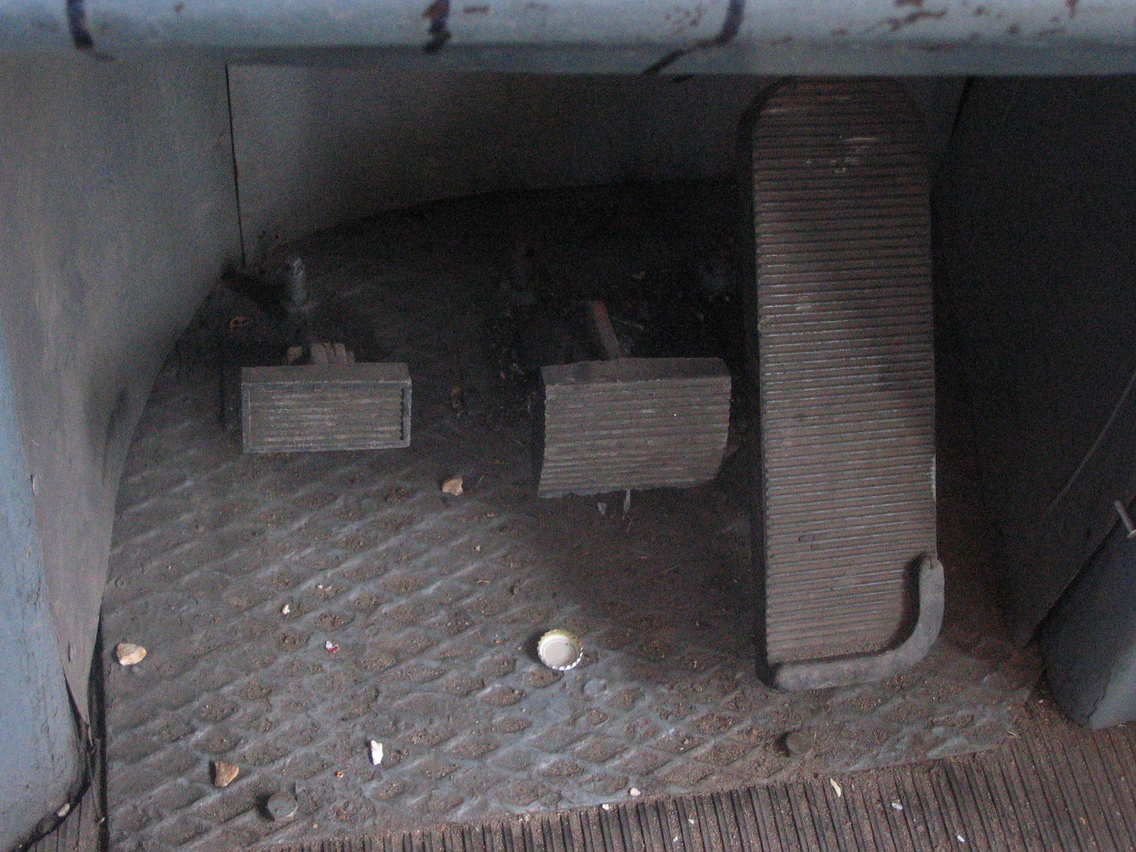
Pedały w tramwaju Konstal 13N. Czuwak z lewej
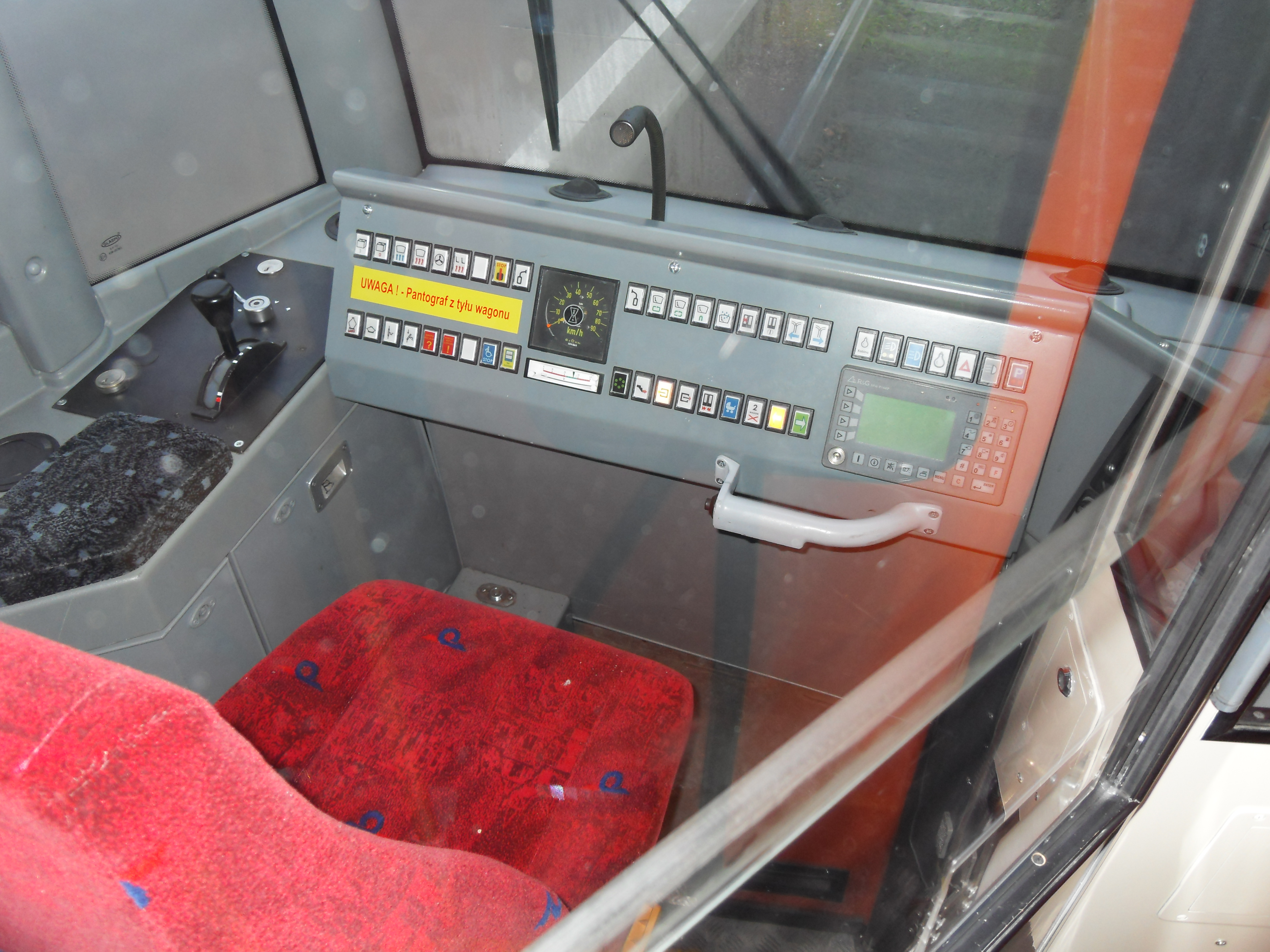
Czuwak w tramwaju Moderus Beta, w ręcznym zadajniku jazdy (pierwsza dźwignia z lewej)

## Czuwak w pociągach
W taborze kolejowym używa się najczęściej czuwaka aktywnego lub systemu Sifa. Do systemów czuwaka można zaliczyć system SHP. Są to systemy w których maszynista musi odpowiednio zareagować (np. wciśnięciem przycisku lub puszczeniem pedału) na podany mu przez urządzenie sygnał (świetlny, dźwiękowy).

## Czuwak w tramwaju
Kabina motorniczego powinna być wyposażona w urządzenie zatrzymujące wagon (czuwak).

W tramwajach używa się z reguły czuwaków pasywnych. Wśród tramwajów jeżdżących w Polsce, zadania czuwaka realizowane są najczęściej poprzez trzeci (skrajny po lewej stronie) pedał w kabinie motorniczego w wagonach rodziny Konstal 13N i 105N. Jest to czuwak bierny, dlatego w czasie jazdy powinien być na stałe wciśnięty. Jego puszczenie powoduje włączenie hamulców elektrodynamicznego oraz szynowego (oraz dodatkowo dzwonka alarmowego w kabinie prowadzącego pojazd), co umożliwia szybkie zatrzymanie składu. Chroni to podróżnych oraz prowadzącego przed zagrożeniami wynikającymi z sytuacji na torach (wtargnięcie pieszego, najechanie innego pojazdu) i umożliwia natychmiastową reakcję motorniczego. Zapewnia również bezpieczeństwo w przypadku zasłabnięcia, zaśnięcia lub choroby motorniczego – ustanie siły wciskającej czuwak powoduje jego zadziałanie.
W nowszych wagonach tramwajowych, w których sterowanie oparte jest na ręcznym zadajniku jazdy, zadania czuwaka realizowane są zazwyczaj przez rękojeść, która musi pozostawać wciśnięta w trakcie jazdy, czasem jednak jest dostępny również czuwak w postaci pedału, będący alternatywą dla trzymania dłoni na rękojeści.

## Czuwak w innych pojazdach
W nowoczesnych lokomotywach kolei górniczych stosuje się systemy czuwaka pasywnego.